# Denitrobacterium
Denitrobacterium es un género de bacterias grampositivas de la familia Eggerthellaceae. Actualmente contiene una sola especie: Denitrobacterium detoxificans. Fue descrito en el año 2000. Su etimología hace referencia a bacteria reductora de compuestos nitrogenados. El nombre de la especie hace referencia a reducción de tóxicos. Es anaerobia estricta e inmóvil. Tiene un tamaño de 0,5-1 μm de ancho por 1-1,5 μm de largo. Temperatura óptima de crecimiento de 37 °C. Tiene un contenido de G+C de 56-60%. Se ha aislado del rumen de una vaca en Estados Unidos. 